# 巴威克 (喬治亞州)
巴威克（英語：Barwick）是一個位於美國喬治亞州布魯克斯縣和托馬斯縣的城市。

## 地理
巴威克的座標為30°54′00″N 83°44′00″W / 30.90000°N 83.73333°W，而該地的平均海拔高度為81米（即266英尺）。

## 人口
根據2010年美國人口普查的數據，巴威克的面積為1.94平方千米，當中陸地面積為1.86平方千米，而水域面積為0.08平方千米。當地共有人口386人，而人口密度為每平方千米198人。